# Serica nigroguttulata
Serica nigroguttulata är en skalbaggsart som beskrevs av Von Dalle Torre 1912. Serica nigroguttulata ingår i släktet Serica och familjen Melolonthidae.
Artens utbredningsområde är Madagaskar. Inga underarter finns listade i Catalogue of Life.